# 던전에서 만남을 추구하면 안 되는 걸까 -오리온의 화살-
《던전에서 만남을 추구하면 안 되는 걸까? –오리온의 화살–》(영어: Is It Wrong to Try to Pick Up Girls in a Dungeon? –Arrow of the Orion–)은 2019년 2월에 개봉한 일본의 액션, 모험, 코미디, 판타지, 로맨스, 애니메이션 영화이다.
 사쿠라비 카츠시가 감독을 오오모리 후지노가 각본을 맡았으며, 일본은 2019년 2월 15일, 대한민국은 그 해 4월 18일에 개봉되었다.

## 줄거리
미궁도시 오라리오 - ‘던전’이라는 이름의 웅장한 지하 미궁을 보유한 거대 도시.
신과 인간이 공존하는 이곳에서, 벨 크라넬이라는 소년은 조그만 여신 헤스티아를 만났다.
그리고 그 인연으로 여신의 권속이 되는 계약을 맺은 그는,
영우에 대한 동경심을 가슴에 품은 채 모험의 나날을 보내게 되었다.
시간이 흘러 미궁도시가 푸르게 빛나던 ‘신월제’의 밤,
벨은 선택된 자만이 뽑을 수 있다는 전설의 창을 뽑는다.
곧이어 그의 앞에 나타난 한 명의 여신, 그리고 소년에게 맡겨진 새로운 모험인 ‘미션’.
목적지는 오라리오에서 아득히 멀리 떨어진 절경이었다.
“비극의 히로인 따윈 어디에도 없어. 모두를 구하고 말겠어.”
이것은 운명의 선택을 받은 소년과, 달밤에 강림한 여신이 엮어내는 ‘약속의 이야기’ 

## 출연진
- 마츠오카 요시츠구 - 벨 크라넬 목소리 역
- 미나세 이노리 - 헤스티아 목소리 역
- 사카모토 마아야 - 아르테미스 목소리 역
- 우치다 마아야 - 릴리루카 아데 목소리 역
- 호소야 요시마사 - 벨프 크로조 목소리 역
- 하야미 사오리 - 류 리온 목소리 역
- 사이토 소마 - 헤르메스 목소리 역
- 토마츠 하루카 - 에이나 튤 목소리 역
- 카야노 아이 - 아스피 알 안드로메다 목소리 역
- 키무라 쥬리 - 레피야 비리디스 목소리 역
- 쿠보 유리카 - 로키 목소리 역
- 히카사 요코 - 프레야 목소리 역

## 제작진
- 원작•각본: 오오모리 후지노(大森藤ノ)
- 캐릭터 원안: 야스다 스즈히토(ヤスダスズヒト)
- 감독: 사쿠라비 카츠시(桜美かつし)
- 캐릭터 디자인: 키모토 시게키(木本茂樹)
- 미술 감독: 오쿠무라 야스히로(奥村泰浩)
- 색채 설계: 안도 토모미(安藤智美)
- 촬영 감독: 후쿠요 신고(福世晋吾)
- 편집: 츠보네 켄타로(坪根健太郎)
- 음향 감독: 아케타가와 히토시(明田川 仁)
- 음악: 이나이 케이지(井内啓二)
- 프로듀스: EGG FIRM, SB 크리에이티브
- 애니메이션 제작: J.C.STAFF
- 제작: 극장판 던만추 제작위원회(劇場版ダンまち製作委員会)